# Жасинту (Минас-Жерайс)
Жасинту (порт. Jacinto) — муниципалитет в Бразилии, входит в штат Минас-Жерайс. Составная часть мезорегиона Жекитиньонья. Входит в экономико-статистический микрорегион Алменара. Население составляет 12 026 человек на 2006 год. Занимает площадь 1390,518 км². Плотность населения — 8,6 чел./км².

## История
Город основан 31 декабря 1943 года.

## Статистика
- Валовой внутренний продукт на 2003 год составляет 32 466 193,00 реалов (данные: Бразильский институт географии и статистики).
- Валовой внутренний продукт на душу населения на 2003 год составляет 2693,40 реалов (данные: Бразильский институт географии и статистики).
- Индекс развития человеческого потенциала на 2000 год составляет 0,632 (данные: Программа развития ООН).